# جشنواره زمستان در طنطوره
جشنواره زمستان در طنطوره یک جشنواره فرهنگی سالانه است که در شهر قدیمی العلا، مدینه واقع در شمال غربی عربستان سعودی برگزار می‌شود. نخستین جشنواره از ۲۱ دسامبر ۲۰۱۸ آغاز شد و یک سری کنسرت‌های هشت هفته‌ای برای موسیقی‌دانان سطح جهانی برگزار شد. علاوه بر این، این جشنواره همچنین فعالیت‌ها و رویدادهای دیگری را به نمایش می‌گذارد.

## نام
نام جشنواره «طنطوره» الهام گرفته شده‌است از یک منطقه باستانی واقع در شهر قدیمی العلا، که توسط افراد محلی به عنوان نشانگر تغییر فصل استفاده می‌شود.

## رویدادهای جشنواره ۲۰۱۸–۲۰۱۹
- کنسرت‌ها: دورهٔ اول این جشنواره میزبان خواننده ایتالیایی آندریا بوچلی، آهنگساز یونانی یانی و رنو کپیسون ویولونیست فرانسوی بود.[۷]
- جشنواره بادکنک هوای گرم.[۸]
- جشن نور و زندگی.[۴]
- مسابقه اسب استقامت فرسان، ۲ فوریه ۲۰۱۹[۹]

## رویدادهای جشنواره ۲۰۱۹–۲۰۲۰
- کنسرت (از جمله خوانندگان ایرانی شادمهر عقیلی، لیلا فروهر، شهرام شب‌پره، اندی، ساسی، آرش و ابی)
- جشنواره بادکنک هوای گرم
- مسابقه اسب استقامت فرسان